# Liste der Nummer-eins-Hits in den USA (1968)
Dies ist eine Liste der Nummer-eins-Hits in den von Billboard ermittelten Charts in den USA (Hot 100) im Jahr 1968. In diesem Jahr gab es sechzehn Nummer-eins-Singles und zwölf Nummer-eins-Alben.

## Singles
| ← 1967 ← | Liste der Nummer-eins-Hits in den USA | Liste der Nummer-eins-Hits in den USA | Liste der Nummer-eins-Hits in den USA                               | 1969 →                    |
| \| Zeitraum \| Wo. ges. \| Interpret \| Titel Autor(en) \| Zusätzliche Informationen \| \| (Zeitraum, Wochen auf Platz eins, Interpret, Titel, Autor[en], zusätzliche Informationen) \| \| \| \| \| \| ----------------------------------------------------------------------------------------- \| -------- \| ---------------------------- \| ----------------------------------------------------------------------- \| ------------------------- \| \| 30. Dezember 1967 – 19. Januar 1968 3 Wochen (insgesamt 3) \| 3 \| The Beatles \| Hello, Goodbye[1] John Lennon, Paul McCartney \| - \| \| 20. Januar 1968 – 2. Februar 1968 2 Wochen (insgesamt 2) \| 2 \| John Fred & His Playboy Band \| Judy in Disguise (With Glasses)[2] John Fred, Andrew Bernard \| - \| \| 3. Februar 1968 – 9. Februar 1968 1 Woche (insgesamt 1) \| 1 \| The Lemon Pipers \| Green Tambourine[3] Paul Leka, Shelly Pinz \| - \| \| 10. Februar 1968 – 15. März 1968 5 Wochen (insgesamt 5) \| 5 \| Paul Mauriat & His Orchestra \| Love Is Blue (L'amour est bleu)[4] André Popp, Pierre Cour \| - \| \| 16. März 1968 – 12. April 1968 4 Wochen (insgesamt 4) \| 4 \| Otis Redding \| (Sittin’ On) The Dock of the Bay[5] Otis Redding, Steve Cropper \| - \| \| 13. April 1968 – 17. Mai 1968 5 Wochen (insgesamt 5) \| 5 \| Bobby Goldsboro \| Honey[6] Bobby Russell \| - \| \| 18. Mai 1968 – 31. Mai 1968 2 Wochen (insgesamt 2) \| 2 \| Archie Bell & the Drells \| Tighten Up[7] Archie Bell, Billy Buttier \| - \| \| 1. Juni 1968 – 21. Juni 1968 3 Wochen (insgesamt 3) \| 3 \| Simon & Garfunkel \| Mrs. Robinson[8] Paul Simon \| - \| \| 22. Juni 1968 – 19. Juli 1968 4 Wochen (insgesamt 4) \| 4 \| Herb Alpert \| This Guy’s in Love with You[9] Burt Bacharach, Hal David \| - \| \| 20. Juli 1968 – 2. August 1968 2 Wochen (insgesamt 2) \| 2 \| Hugh Masekela \| Grazing in the Grass[10] Philemon Hou \| - \| \| 3. August 1968 – 16. August 1968 2 Wochen (insgesamt 2) \| 2 \| The Doors \| Hello, I Love You[11] The Doors \| - \| \| 17. August 1968 – 20. September 1968 5 Wochen (insgesamt 5) \| 5 \| The Rascals \| People Got to Be Free[12] Felix Cavaliere, Eddie Brigati \| - \| \| 21. September 1968 – 27. September 1968 1 Woche (insgesamt 1) \| 1 \| Jeannie C. Riley \| Harper Valley P.T.A.[13] Tom T. Hall \| - \| \| 28. September 1968 – 29. November 1968 9 Wochen (insgesamt 9) \| 9 \| The Beatles \| Hey Jude[14] John Lennon, Paul McCartney \| - \| \| 30. November 1968 – 13. Dezember 1968 2 Wochen (insgesamt 2) \| 2 \| Diana Ross & The Supremes \| Love Child[15] Pam Sawywer, R. Dean Taylor, Frank Wilson, Deke Richards \| - \| \| 14. Dezember 1968 – 31. Januar 1969 7 Wochen (insgesamt 7) \| 7 \| Marvin Gaye \| I Heard It Through the Grapevine[16] Norman Whitfield, Barrett Strong \| - \| |                                       |                                       |                                                                     |                           |
| ← 1967 |                                       |                                       |                                                                     | → 1969 →                  |
| Zeitraum | Wo. ges.                              | Interpret                             | Titel Autor(en)                                                     | Zusätzliche Informationen |
| (Zeitraum, Wochen auf Platz eins, Interpret, Titel, Autor[en], zusätzliche Informationen) |                                       |                                       |                                                                     |                           |
| 30. Dezember 1967 – 19. Januar 1968 3 Wochen (insgesamt 3) | 3                                     | The Beatles                           | Hello, Goodbye John Lennon, Paul McCartney                          | -                         |
| 20. Januar 1968 – 2. Februar 1968 2 Wochen (insgesamt 2) | 2                                     | John Fred & His Playboy Band          | Judy in Disguise (With Glasses) John Fred, Andrew Bernard           | -                         |
| 3. Februar 1968 – 9. Februar 1968 1 Woche (insgesamt 1) | 1                                     | The Lemon Pipers                      | Green Tambourine Paul Leka, Shelly Pinz                             | -                         |
| 10. Februar 1968 – 15. März 1968 5 Wochen (insgesamt 5) | 5                                     | Paul Mauriat & His Orchestra          | Love Is Blue (L'amour est bleu) André Popp, Pierre Cour             | -                         |
| 16. März 1968 – 12. April 1968 4 Wochen (insgesamt 4) | 4                                     | Otis Redding                          | (Sittin’ On) The Dock of the Bay Otis Redding, Steve Cropper        | -                         |
| 13. April 1968 – 17. Mai 1968 5 Wochen (insgesamt 5) | 5                                     | Bobby Goldsboro                       | Honey Bobby Russell                                                 | -                         |
| 18. Mai 1968 – 31. Mai 1968 2 Wochen (insgesamt 2) | 2                                     | Archie Bell & the Drells              | Tighten Up Archie Bell, Billy Buttier                               | -                         |
| 1. Juni 1968 – 21. Juni 1968 3 Wochen (insgesamt 3) | 3                                     | Simon & Garfunkel                     | Mrs. Robinson Paul Simon                                            | -                         |
| 22. Juni 1968 – 19. Juli 1968 4 Wochen (insgesamt 4) | 4                                     | Herb Alpert                           | This Guy’s in Love with You Burt Bacharach, Hal David               | -                         |
| 20. Juli 1968 – 2. August 1968 2 Wochen (insgesamt 2) | 2                                     | Hugh Masekela                         | Grazing in the Grass Philemon Hou                                   | -                         |
| 3. August 1968 – 16. August 1968 2 Wochen (insgesamt 2) | 2                                     | The Doors                             | Hello, I Love You The Doors                                         | -                         |
| 17. August 1968 – 20. September 1968 5 Wochen (insgesamt 5) | 5                                     | The Rascals                           | People Got to Be Free Felix Cavaliere, Eddie Brigati                | -                         |
| 21. September 1968 – 27. September 1968 1 Woche (insgesamt 1) | 1                                     | Jeannie C. Riley                      | Harper Valley P.T.A. Tom T. Hall                                    | -                         |
| 28. September 1968 – 29. November 1968 9 Wochen (insgesamt 9) | 9                                     | The Beatles                           | Hey Jude John Lennon, Paul McCartney                                | -                         |
| 30. November 1968 – 13. Dezember 1968 2 Wochen (insgesamt 2) | 2                                     | Diana Ross & The Supremes             | Love Child Pam Sawywer, R. Dean Taylor, Frank Wilson, Deke Richards | -                         |
| 14. Dezember 1968 – 31. Januar 1969 7 Wochen (insgesamt 7) | 7                                     | Marvin Gaye                           | I Heard It Through the Grapevine Norman Whitfield, Barrett Strong   | -                         |

## Alben
| ← 1967 ← | Liste der Nummer-eins-Alben in den USA | Liste der Nummer-eins-Alben in den USA | Liste der Nummer-eins-Alben in den USA   | 1969 →                    |
| \| Zeitraum \| Wo. ges. \| Interpret \| Titel \| Zusätzliche Informationen \| \| (Zeitraum, Wochen auf Platz eins, Interpret, Titel, zusätzliche Informationen) \| \| \| \| \| \| ------------------------------------------------------------------------------ \| -------- \| --------------------------------- \| -------------------------------------------- \| ------------------------- \| \| 30. Dezember 1967 – 5. Januar 1968 1 Woche (insgesamt 5) \| 5 \| The Monkees \| Pisces, Aquarius, Capricorn & Jones Ltd.[17] \| - \| \| 6. Januar 1968 – 1. März 1968 8 Wochen (insgesamt 8) \| 8 \| The Beatles \| Magical Mystery Tour[18] \| - \| \| 2. März 1968 – 5. April 1968 5 Wochen (insgesamt 5) \| 5 \| Paul Mauriat & his Orchestra \| Blooming Hits[19] \| - \| \| 6. April 1968 – 24. Mai 1968 7 Wochen (insgesamt 9) \| 9 \| Simon & Garfunkel \| The Graduate[20] \| - \| \| 25. Mai 1968 – 14. Juni 1968 3 Wochen (insgesamt 7) \| 7 \| Simon & Garfunkel \| Bookends[21] \| - \| \| 15. Juni 1968 – 28. Juni 1968 2 Wochen (insgesamt 9) \| 9 \| Simon & Garfunkel \| The Graduate \| - \| \| 29. Juni 1968 – 26. Juli 1968 4 Wochen (insgesamt 7) \| 7 \| Simon & Garfunkel \| Bookends \| - \| \| 27. Juli 1968 – 9. August 1968 2 Wochen (insgesamt 2) \| 2 \| Herb Alpert & The Tijuana Brass \| The Beat of The Brass[22] \| - \| \| 10. August 1968 – 6. September 1968 4 Wochen (insgesamt 4) \| 4 \| Cream \| Wheels of Fire[23] \| - \| \| 7. September 1968 – 27. September 1968 3 Wochen (insgesamt 3) \| 3 \| The Doors \| Waiting for the Sun[24] \| - \| \| 28. September 1968 – 4. Oktober 1968 1 Woche (insgesamt 1) \| 1 \| The Rascals \| Time Peace: The Rascals' Greatest Hits[25] \| - \| \| 5. Oktober 1968 – 11. Oktober 1968 1 Woche (insgesamt 4) \| 4 \| The Doors \| Waiting for the Sun \| - \| \| 12. Oktober 1968 – 15. November 1968 5 Wochen (insgesamt 8) \| 8 \| Big Brother & The Holding Company \| Cheap Thrills[26] \| - \| \| 16. November 1968 – 29. November 1968 2 Wochen (insgesamt 2) \| 2 \| The Jimi Hendrix Experience \| Electric Ladyland[27] \| - \| \| 30. November 1968 – 20. Dezember 1968 3 Wochen (insgesamt 8) \| 8 \| Big Brother & The Holding Company \| Cheap Thrills \| - \| \| 21. Dezember 1968 – 27. Dezember 1968 1 Woche (insgesamt 1) \| 1 \| Glen Campbell \| Wichita Lineman[28] \| - \| |                                        |                                        |                                          |                           |
| ← 1967 |                                        |                                        |                                          | → 1969 →                  |
| Zeitraum | Wo. ges.                               | Interpret                              | Titel                                    | Zusätzliche Informationen |
| (Zeitraum, Wochen auf Platz eins, Interpret, Titel, zusätzliche Informationen) |                                        |                                        |                                          |                           |
| 30. Dezember 1967 – 5. Januar 1968 1 Woche (insgesamt 5) | 5                                      | The Monkees                            | Pisces, Aquarius, Capricorn & Jones Ltd. | -                         |
| 6. Januar 1968 – 1. März 1968 8 Wochen (insgesamt 8) | 8                                      | The Beatles                            | Magical Mystery Tour                     | -                         |
| 2. März 1968 – 5. April 1968 5 Wochen (insgesamt 5) | 5                                      | Paul Mauriat & his Orchestra           | Blooming Hits                            | -                         |
| 6. April 1968 – 24. Mai 1968 7 Wochen (insgesamt 9) | 9                                      | Simon & Garfunkel                      | The Graduate                             | -                         |
| 25. Mai 1968 – 14. Juni 1968 3 Wochen (insgesamt 7) | 7                                      | Simon & Garfunkel                      | Bookends                                 | -                         |
| 15. Juni 1968 – 28. Juni 1968 2 Wochen (insgesamt 9) | 9                                      | Simon & Garfunkel                      | The Graduate                             | -                         |
| 29. Juni 1968 – 26. Juli 1968 4 Wochen (insgesamt 7) | 7                                      | Simon & Garfunkel                      | Bookends                                 | -                         |
| 27. Juli 1968 – 9. August 1968 2 Wochen (insgesamt 2) | 2                                      | Herb Alpert & The Tijuana Brass        | The Beat of The Brass                    | -                         |
| 10. August 1968 – 6. September 1968 4 Wochen (insgesamt 4) | 4                                      | Cream                                  | Wheels of Fire                           | -                         |
| 7. September 1968 – 27. September 1968 3 Wochen (insgesamt 3) | 3                                      | The Doors                              | Waiting for the Sun                      | -                         |
| 28. September 1968 – 4. Oktober 1968 1 Woche (insgesamt 1) | 1                                      | The Rascals                            | Time Peace: The Rascals' Greatest Hits   | -                         |
| 5. Oktober 1968 – 11. Oktober 1968 1 Woche (insgesamt 4) | 4                                      | The Doors                              | Waiting for the Sun                      | -                         |
| 12. Oktober 1968 – 15. November 1968 5 Wochen (insgesamt 8) | 8                                      | Big Brother & The Holding Company      | Cheap Thrills                            | -                         |
| 16. November 1968 – 29. November 1968 2 Wochen (insgesamt 2) | 2                                      | The Jimi Hendrix Experience            | Electric Ladyland                        | -                         |
| 30. November 1968 – 20. Dezember 1968 3 Wochen (insgesamt 8) | 8                                      | Big Brother & The Holding Company      | Cheap Thrills                            | -                         |
| 21. Dezember 1968 – 27. Dezember 1968 1 Woche (insgesamt 1) | 1                                      | Glen Campbell                          | Wichita Lineman                          | -                         |